# Sozialwissenschaften

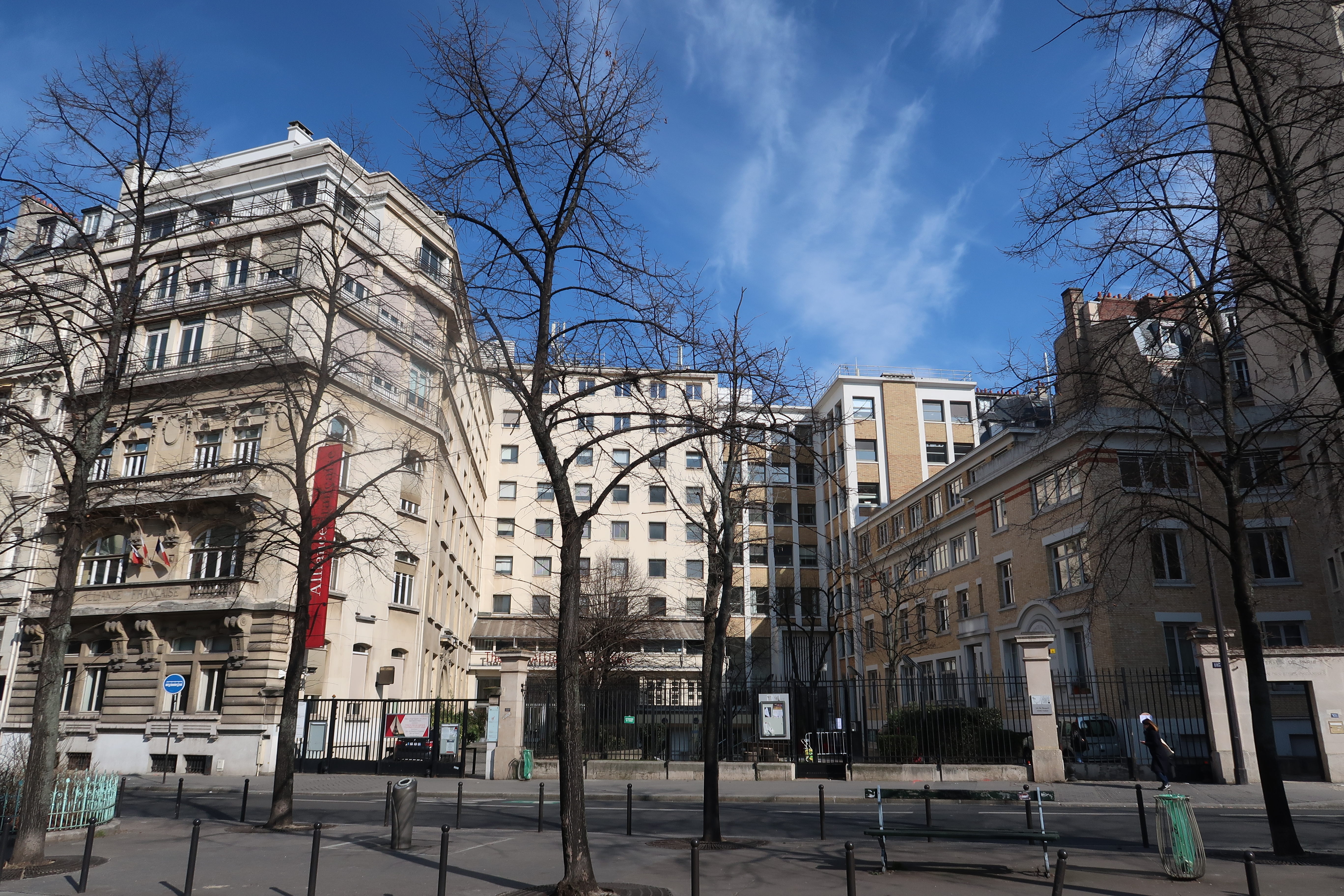
Die Elite-Hochschule École des hautes études en sciences sociales (EHESS) in Paris versucht die unterschiedlichen Disziplinen der Sozialwissenschaften miteinander zu verbinden

Die Sozialwissenschaften (auch Gesellschaftswissenschaften) untersuchen Phänomene des gesellschaftlichen Zusammenlebens der Menschen.

## Beschreibung
In den Sozialwissenschaften werden Strukturen und Funktionen sozialer Verflechtungszusammenhänge von Institutionen und Systemen und auch deren Wechselwirkung mit Handlungs- und Verhaltensprozessen der einzelnen Individuen (Akteure) theoriegeleitet oder empirisch analysiert.
Vereinzelt werden im deutschsprachigen Raum auch Studiengänge unter der Sammelbezeichnung Sozialwissenschaft oder Sozialwissenschaften angeboten, wie etwa an der Freien Universität Berlin, der Humboldt-Universität zu Berlin, der Universität Bielefeld, der Hochschule Darmstadt, der Universität Magdeburg, der Universität Trier, der Ruhr-Universität Bochum, der Universität Stuttgart, der Universität Augsburg, der Justus-Liebig-Universität Gießen, der Universität Mannheim, der Universität Düsseldorf und der Universität der Bundeswehr München. Diese Studiengänge ähneln zumeist soziologischen, politikwissenschaftlichen und/oder wirtschaftswissenschaftlichen Fachstudiengängen, betonen aber durch die Bezeichnung ihre interdisziplinäre Ausrichtung. Sie sind oft durch eine vertiefte empirische und statistische Methodenausbildung gekennzeichnet. Seit Anfang der 1980er Jahre gibt es an der Carl von Ossietzky Universität Oldenburg einen Diplom-Studiengang Sozialwissenschaften, bestehend aus den Einzeldisziplinen Politikwissenschaft, Soziologie, Ökonomie, Öffentliches Recht, Statistik und empirischer Sozialforschung. An der Georg-August-Universität Göttingen gibt es seit dem Wintersemester 2011/12 einen Bachelorstudiengang Sozialwissenschaften, der sich von den oben genannten unterscheidet. Dort können in einer breiten Ausbildung alle Fächer der Fakultät (Erziehungswissenschaft, Ethnologie, Geschlechterforschung, Indienstudien, Politikwissenschaft, Soziologie, Sportwissenschaften) sowie Wirtschafts- und/oder Rechtswissenschaften frei gewählt werden. An der Universität Rostock gibt es den Bachelorstudiengang Sozialwissenschaften mit den Schwerpunkten Soziologie, Demografie und Volkswirtschaftslehre, von denen man zwei belegen muss. Im Wahlpflichtbereich können einige Module in Politikwissenschaft belegt werden. Die Universität Stuttgart verbindet in ihrem soziologischen Forschungs- und Lehrprofil interdisziplinär die Themen Demokratie, Partizipation und Transformation, von politischen Einstellungen und Wählerverhalten, Bürgerpartizipation und -dialog, Beteiligung in Umwelt- und Technikkonflikten sowie der Bedeutung neuer Technologien für die Entstehung und das Handeln von sozialen Bewegungen und Kollektiven.
In Frankreich und dem französischen Sprachraum zählt vor allem die Elite-Hochschule École des hautes études en sciences sociales (EHESS) in Paris als wichtigste akademische Institution der Sozialwissenschaften, sie ist unter anderem mit Pierre Bourdieu oder Jacques Le Goff verbunden. Im Jahr 1984 wurde die Hochschule vom französischen Staat zu einem Grand établissement ernannt, zusammen mit dem Collège de France oder dem Institut d’études politiques de Paris (Sciences Po) und genießt seither ein besonders großes akademisches Ansehen.

## Umfang
Im weiteren Sinn zählen zu den Sozialwissenschaften folgende Disziplinen:
- Anthropologie (Sozial- und Kulturanthropologie)
- Demografie (Bevölkerungswissenschaft)
- Ethnologie (Völkerkunde) und Volkskunde (Europäische Ethnologie)
- Geschichtswissenschaft (Geschichte)
- Kindheitsforschung (interdisziplinär)
- Kommunikationswissenschaft, Medienwissenschaft, Publizistikwissenschaft und (ehedem) Zeitungswissenschaft
- Kriminologie
- Kulturwissenschaft
- Kunstwissenschaft
- Ökotrophologie (Haushalts- und Ernährungswissenschaft)
- Pädagogik (u. a. Schulpädagogik, Erwachsenenbildung, Soziale Arbeit, Politische Bildung, Sozialpädagogik, Sonderpädagogik, Medienpädagogik)
- Politikwissenschaft (Politologie) und früher Staatswissenschaften (interdisziplinär), Politische Bildung
- Psychologie (interdisziplinär)
- Bedürfnisforschung, die auch Teil der Gesundheitswissenschaften ist.
- Religionswissenschaft
- Rechtswissenschaft (interdisziplinär)
- Soziale Arbeit
- Sozial- bzw. Humangeographie
- Sozialgeschichte (Historische Sozialwissenschaft)
- Sozialmedizin, Salutologie, Pflegewissenschaft, Diakonik (Diakonie- und Caritaswissenschaft)
- Sozialökonomie
- Sozialpsychologie
- Sozialphilosophie, Sozialethik
- Soziologie
- Sozioökonomie
- Ludologie (Spielwissenschaften)
- Sportwissenschaft
- Soziolinguistik
- Sprechwissenschaft
- Verwaltungswissenschaft
- Wirtschaftswissenschaft (Betriebswirtschaftslehre und Volkswirtschaftslehre)

## Abgrenzungen
In den Sozialwissenschaften werden wissenschaftliche Methoden verwendet, die zum Teil mit denen der Natur- und zum Teil mit denen der Geisteswissenschaften verwandt sind. Deshalb ist die Abgrenzung schwierig. Es gibt keine einheitlichen Regelungen jenseits der Traditionen derjenigen Institutionen, die die Begriffe verwenden.

### Zu den Naturwissenschaften
Der Begriff entstand in Abgrenzung zu den Naturwissenschaften, denen die Sozialwissenschaften sich jedoch in der post-positivistischen Richtung annähern.
In den Sozialwissenschaften sind die Objekte der Forschung auch handelnde Subjekte; sie können sozialwissenschaftliche Prognosen (z. B. Wahlprognosen) zur Kenntnis nehmen und in dieser Kenntnis genau-das auch tun (selbsterfüllende Prophezeiung) oder genau-das nicht tun (selbstzerstörende Prophezeiung). Dadurch wird die empirische Prüfung sozialwissenschaftlicher Aussagen – z. B. durch Experimente – auf eine andere Weise schwierig, als es die naturwissenschaftliche Prüfung ist.
Dies wird z. B. in der Günther-Logik behandelt.

### Zu den Geisteswissenschaften
Hier wird mitunter im Anschluss an Wilhelm Dilthey zwischen den eher auf Verstehen ausgerichteten Geisteswissenschaften und den auf Erklären bedachten Sozialwissenschaften unterschieden. Der Soziologe Max Weber hat allerdings auch klargemacht, dass das Verstehen die Basis jeder sozialwissenschaftlichen Arbeit ist, insofern schon der erste Grundbegriff der Soziologie, der Begriff des Handelns, nur durch den Begriff des – zu verstehenden – subjektiven Sinnes definierbar ist. Daher ist Erklärung in den Sozialwissenschaften auch zuallererst erklärendes Verstehen.
Angesichts der Tendenzen zum interdisziplinären Arbeiten ist diese Unterscheidung denn auch relativiert worden. Eine modernere Begriffsbildung fasst mit der Bezeichnung Humanwissenschaften alle Wissenschaften zusammen, die irgendeinen Aspekt der Menschen zum Untersuchungsgegenstand haben. Darunter fallen sowohl die Geistes- und Sozialwissenschaften als auch wenige Naturwissenschaften wie beispielsweise die Humanbiologie oder die Medizin.